# Маляно де' Марси
Маля̀но де' Ма̀рси (на италиански: Magliano de' Marsi) е малко градче и община в Южна Италия, провинция Акуила, регион Абруцо. Разположено е на 728 m надморска височина. Населението на общината е 4012 души (към 2012 г.).